# Pyrker János László

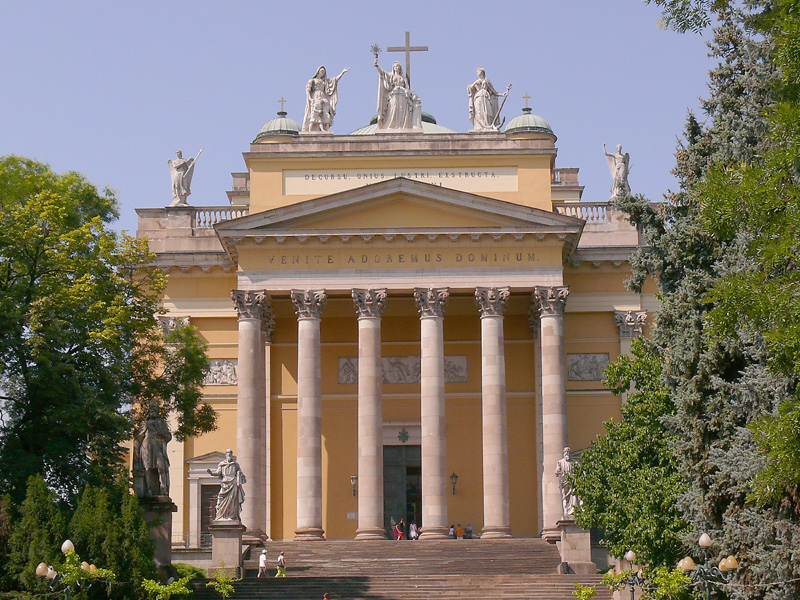
Az egri bazilika

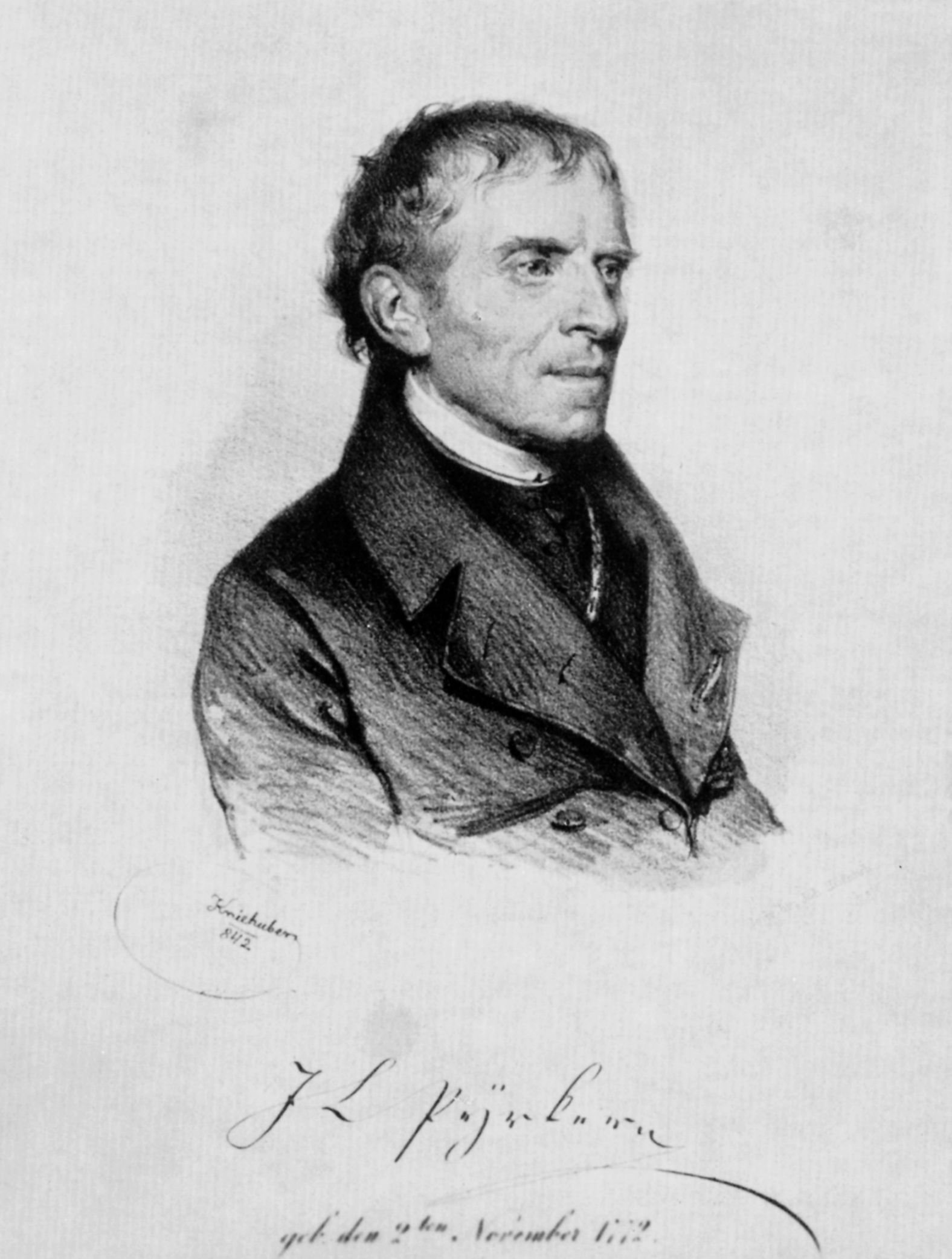
Pyrker 1810 körül (Josef Kriehuber litográfiája, 1842)

Felsőőri Pyrker János László (németül: Johann Ladislaus Pyrker von Felsö-Eör) O.Cist. (Nagyláng, 1772. november 2. – Bécs, 1847. december 2.) ciszterci szerzetes, lilienfeldi apát, szepesi püspök, dalmát prímás, velencei pátriárka, 20 éven át az Egri főegyházmegye patriarchája, az MTA tiszteleti tagja. A művészetek mecénása, több lírai és epikus költemény szerzője, a német nyelvű irodalom ma is számon tartott alakja. A szegények, elesettek állhatatos pártfogója.

## Életpályája
Szülei 1780-ban Székesfehérvárra küldték iskolába. Pálos rendi tanárai voltak (Ányos Pál, Virág Benedek), magyar, latin és német nyelven tanult. 1787-ben Pécsre került, a Bölcseleti és Jogi Akadémiára, ahol 1789-ben végzett. 1790-ben Budán, a Helytartótanácson kapott hivatalnoki állást. 1792 márciusában hazatért szüleihez, majd néhány nap múlva útnak indult, hogy beálljon katonának. Járt Bécsben, Firenzében és Velencében. Katona azonban nem lett belőle. 1792 októberében  Lilienfeldbe ment, október 18-án belépett az ottani kolostorban a ciszterci rendbe. A teológiát Sankt Pöltenben végezte. 1796 őszén pappá szentelték. 1798 elején az apátság gazdasági vezetője lett, 1800-tól 1807 júniusa végéig a kancelláriát és az erdészeti hivatalt is vezette. Ekkor plébánosnak nevezték ki, Türnitzbe. 1811-ben visszakerült a lilienfeldi monostorba, ahol 1812. július 12-én apáttá választották. II. Ferenc császár 1818. augusztus 18-án szepesi püspökké nevezte ki. 1819. április 18-án Bécsben püspökké szentelték, május 12-én iktatták be Szepesváralján. 1820. május 12-én velencei pátriárkává nevezték ki. 1821-ben dalmát prímás és titkos tanácsos lett. Hét évet töltött Velencében, ez idő alatt gyűjtött össze közel 200 darab festményt, 16–17. századi itáliai alkotásokat.

## Egri pátriárkaként
1826. november 9-én II. Ferenc császár egri érsekké nevezte ki, 1827. április 15-én történt meg a pápai jóváhagyása kinevezésének. XII. Leó pápa 1827. június 18-án az egri pátriárka érsek címet adományozta neki. 1827. szeptember 17-én érkezett Egerbe, szeptember 18-án iktatták be, az egyházmegye harmadik érsekeként. Ekkor Itáliából magával hozott négy kvalitásos vonóshangszert, vonósnégyes alapításához. Ezek egyike a 2008-ban itthon előkerült, 1697-ben készült Cecília nevű Stradivarius hegedű. Két héttel Egerbe érkezése után elkezdte a vár rendbetételét és Rajziskolát alapított. 1828-ban Városszépítő Commissiót alakított.
Megteremtette az egri Gyógyfürdő alapjait, megalapította az első magyar nyelvű tanítóképzőt. 1828 májusában vizitációs körúton járt Szabolcs vármegyében, 1829 áprilisában Borsod vármegyében, 1830 tavaszán pedig Heves vármegyében. Nevéhez fűződik a Egri főszékesegyház építése.
Az érseki palotaegyüttes déli szárnyát is felépíttette. Eredetileg itt szerette volna elhelyezni Itáliában gyűjtött képeit. Az 1832-36-os országgyűlés utolsó ülésnapján azonban, az akkor létrehozandó Magyar Nemzeti Múzeum javára ajánlotta fel őket. Nevéhez fűződik 1840-ben a (mai számozás szerinti) 25-ös főút Felnémet és Szarvaskő közötti, részben sziklába vágott szakaszának megépítése az Eger-patak szurdokának kiszélesítésével és a szarvaskői templom építése. 1844-ben a Magyar Tudományos Akadémia tiszteleti tagjává választották. Stuttgartban 1845-ben 3 kötetben kiadták összes német nyelvű művét. 1845 őszén kezdte el írni és 1846. december 27-én fejezte be Mein Leben című önéletrajzi munkáját. Ez azonban már csak posztumusz jelenhetett meg, 1966-ban. Bécsben halt meg 1847. december 2-án.

## Emlékezete
- Nevét viseli Egerben a bazilika előtti tér.
- Lilienfeldben temették el, ahol szerzetesi éveit töltötte, szíve azonban, kívánsága szerint az egri Bazilika altemplomában nyugszik: „A szív, mely Egerért dobogott, az legyen az egrieké” .[8]
- 1894-ben Bécs 19. kerületében (Döblingben) róla neveztek el egy utcát (Pyrkergasse).

## Német nyelvű művei
- Historische Schauspiele (Bécs, 1810)
- Tunisias (eposz, Bécs, 1819, 1826)
- Perlen der heiligen Vorzeit (Bécs, 1821)
- Rudolph von Habsburg (Rudolphias, eposz, Bécs, 1825, 1826)
- Bilder aus dem Leben Jesus u. der Apostel (Lipcse, 1842 és 1843)
- Lieder der Sehnsucht nach den Alpen (Stuttgart, 1845)
- Alpenlieder (Toma, 1847)
- Mein Leben 1772-1847 (Bécs, 1966)